# Deux jours, une nuit
Pour plus de détails, voir Fiche technique et Distribution.
Deux jours, une nuit est un film dramatique belgo-franco-italien réalisé par les frères Jean-Pierre et Luc Dardenne, sorti en 2014.
Il est présenté en sélection officielle au festival de Cannes 2014. Le film n'aura pas été récompensé au Festival de Cannes (chaque film précédent des Dardenne était reparti avec un prix), bien qu'il fût le grand favori de la presse.
Le film a été sélectionné pour représenter la Belgique à l'Oscar du meilleur film en langue étrangère lors de la 87e cérémonie des Oscars en 2015, mais n'est finalement pas nommé dans cette catégorie. Néanmoins, le film décroche une nomination : Marion Cotillard est nommée pour l'Oscar de la meilleure actrice.

## Synopsis
Sandra est une modeste employée d'une entreprise de panneaux solaires. Elle arrive au terme d'un long arrêt de maladie pour dépression. Son mari Manu travaille comme cuisinier-serveur. Ils ont deux enfants. Le patron de l'entreprise, Monsieur Dumont, a réparti le travail de Sandra sur les autres employés. Il a décidé de soumettre ses employés à un choix : soit Sandra est réintégrée dans son poste, soit ils obtiennent tous une prime de 1 000 euros pour le supplément de travail effectué et Sandra est licenciée.
Le vendredi après-midi, les employés votent. Chez elle, Sandra reçoit un appel téléphonique de sa collègue et amie Juliette. Elle lui annonce que le résultat du vote lui est défavorable. Juliette dit à Sandra de venir la retrouver devant l'entreprise à 17h pour demander à Monsieur Dumont de recommencer le vote lundi matin. Sandra effondrée refuse. Manu rentre et lui dit que Juliette lui a téléphoné pour lui annoncer le résultat. Elle lui a révélé que le contremaître Jean-Marc a parlé individuellement à certains employés avant le vote, pour les influencer, en leur disant que si Sandra reprend son poste, c'est un autre employé qui sera licencié. Il insiste pour que Sandra se batte pour garder son emploi et qu'elle aille au rendez-vous de Juliette. Sandra finit par accepter.
Sur place, Juliette avoue à Sandra qu'elle lui a menti, elle n'a pas demandé de rendez-vous à Monsieur Dumont. Il révèle que seulement deux des seize employés ont voté pour Sandra. Il accepte qu'un autre vote soit organisé lundi matin. Manu convainc Sandra d'aller parler individuellement à chacun des quatorze collègues pendant les deux jours et la nuit du week-end, pour essayer de convaincre la majorité de voter en sa faveur en changeant d'avis. Les deux collègues qui ont voté pour Sandra sont Juliette et Robert. Juliette transmet à Sandra le numéro de téléphone de Kader que Robert lui a fourni. Sandra téléphone aussitôt à Kader. Rapidement, celui-ci lui promet qu'il va voter pour elle.
Lors d'un fastidieux et répétitif porte à porte, frappée de doutes, de honte misérabiliste et de désespoir, elle va rencontrer un à un ses collègues au destin aussi fragile que le sien et se heurter à leur refus souvent, à leur hésitation toujours, à la violence de certains, ou bénéficier de leur revirement parfois. Finalement perdante de justesse au vote, elle retrouve vigueur et espoir de vie de s'être battue de la sorte et d'avoir réveillé chez certains le sens de la solidarité, enfoui sous l'égoïsme matérialiste. Sur le point de trouver une issue positive à son inquiétant destin, elle sera amenée à assumer à son tour avec une fierté retrouvée son propre choix de solidarité.

## Fiche technique
- Titre : Deux jours, une nuit
- Titre international : Two Days, One Night

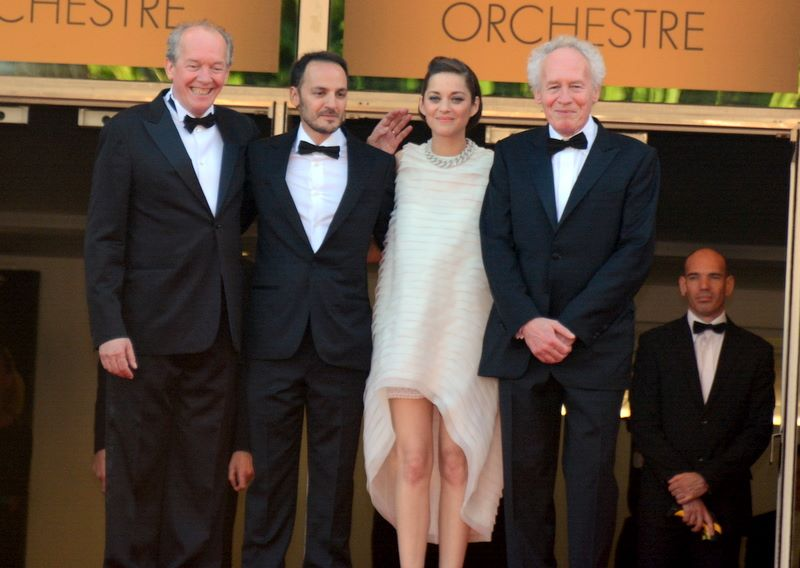
Les frères Dardenne en compagnie de Fabrizio Rongione et Marion Cotillard au festival de Cannes 2014.

- Réalisation : Jean-Pierre et Luc Dardenne
- Scénario : Jean-Pierre et Luc Dardenne
- Photographie : Alain Marcoen
- Montage : Marie-Hélène Dozo
- Production : Denis Freyd, Jean-Pierre et Luc Dardenne
- Sociétés de production : Les Films du Fleuve, Archipel 35, BIM Distribuzione, Eyeworks, France 2 Cinéma, RTBF, Belgacom
- Pays d'origine :  Belgique,  France,  Italie
- Langue originale : français
- Durée : 95 minutes[5]
- Genre : drame
- Budget : 6 996 705 euros[6]
- Dates de sortie :
  - France / Belgique : 21 mai 2014
  - Royaume-Uni : 22 aout 2014
  - Italie : 13 novembre 2014
  - États-Unis : 24 décembre 2014

## Distribution
- Marion Cotillard : Sandra[7]
- Fabrizio Rongione : Manu, mari de Sandra
- Pili Groyne : Estelle, la fille de Sandra et Manu
- Catherine Salée : Juliette, collègue et amie de Sandra
- Christelle Cornil : Anne
- Timour Magomedgadjiev : Timour, l'entraîneur de football
- Serge Koto : Alphonse, l'employé sous contrat
- Baptiste Sornin : M. Dumont, le patron
- Olivier Gourmet : Jean-Marc, le contremaître
- Hicham Slaoui : Hicham
- Hassaba Halibi : la femme de Hicham

## Production

### Lieux de tournage
On reconnaît notamment divers lieux de la commune de Seraing en Belgique, dont la place Kuborn, les quais de la rive droite de la Meuse, et les environs de l'hôpital du Bois de l'Abbaye. Le terrain de football est celui de l'Amical Club d'Ougrée, dans le quartier du Haut-Pré. Mais aussi le magasin chez Yahia à Angleur.[réf. nécessaire] Une partie du film a également été tournée à Villers-le-Temple (Nandrin) en région liégeoise

## Accueil
Différents commentateurs ont noté une intrigue qui fait penser à celle de Douze hommes en colère, bien que les réalisateurs aient déclaré n'avoir pas fait le rapprochement au moment de l'écriture et du tournage.
En France, le site AlloCiné recense une moyenne des critiques presse de 4,0/5, à partir de l'interprétation de 21 titres de presse.
Le site américain Rotten Tomatoes propose un score de 97% d'avis positifs avec une moyenne de 8,40/10 à partir de l'interprétation de 184 titres de presse. Le consensus des critiques du site dit: « Une autre œuvre profondément touchante des frères Dardenne, Two Days, One Night, délivre son message opportun avec honnêteté et compassion lucide. ».

## Box office
Lors de sa première semaine d'exploitation en France, le film retrouve le quatrième place du box-office avec 218 520 entrées dans 310 salles. Le film cumule 511 593 entrées au box-office français, 1 474 808 entrées au box-office mondiale, et $9,016,922 millions de dollars de recettes dans le monde.
| Pays ou région | Box-office      | Date d'arrêt du box-office | Nombre de semaines |
| -------------- | --------------- | -------------------------- | ------------------ |
| France         | 511 593 entrées | 17 septembre 2014          | 16                 |
| Total mondial  | 9 016 922 $     | -                          | -                  |

## Distinctions

### Récompenses
- Prix André-Cavens de l’Union de la critique de cinéma (UCC) pour le meilleur film belge en 2014.
- Festival du film de Sydney 2014 : Sydney Film Prize
- Ensors 2014 : meilleur film en coproduction
- Boston Society of Film Critics Awards 2014 :
  - Meilleure actrice pour Marion Cotillard (également pour The Immigrant)
  - Meilleur film en langue étrangère
- Boston Online Film Critics Association Awards 2014 :
  - Meilleure actrice pour Marion Cotillard
  - Meilleur film en langue étrangère
- Indiana Film Journalists Association Awards 2014 : meilleur film en langue étrangère
- National Board of Review Awards 2014 : top 2014 des meilleurs films étrangers
- New York Film Critics Circle Awards 2014 : meilleure actrice pour Marion Cotillard (également pour The Immigrant)
- New York Film Critics Online Awards 2014 : meilleure actrice pour Marion Cotillard
- Online Film Critics Society Awards 2014 : meilleur film étranger
- Prix du cinéma européen : meilleure actrice pour Marion Cotillard
- San Diego Film Critics Society Awards 2014 : meilleure actrice pour Marion Cotillard
- Women Film Critics Circle Awards 2014 : meilleur film étranger à propos des femmes
- Guldbagge Awards 2015 : meilleur film étranger
- National Society of Film Critics Awards 2015 : meilleure actrice pour Marion Cotillard (1re place, également pour The Immigrant)
- Prix Lumières du meilleur film francophone 2015
- Magritte du cinéma 2015 :
  - Meilleur film
  - Meilleur réalisateur pour Jean-Pierre et Luc Dardenne
  - Meilleur acteur pour Fabrizio Rongione

### Nominations et sélections
- Festival de Cannes 2014 : sélection officielle, en compétition[1]
- AFI Fest 2014 : sélection « Special Screenings »
- Festival international du film de Munich 2014 : sélection « Arri/Osram »
- Festival du film de Telluride 2014
- Festival international du film de Toronto 2014 : sélection « Special Presentations »

- British Academy Film Awards 2015 : meilleur film en langue étrangère
- Critics' Choice Movie Awards 2015 :
  - Meilleure actrice pour Marion Cotillard
  - Meilleur film en langue étrangère
- Globes de Cristal 2015 :
  - Meilleur film
- Magritte du cinéma 2015 :
  - Meilleur scénario original ou adaptation pour Jean-Pierre et Luc Dardenne
  - Meilleure actrice dans un second rôle pour Christelle Cornil
  - Meilleure actrice dans un second rôle pour Catherine Salée
  - Meilleur son pour Benoît De Clerck et Thomas Gauder
  - Meilleurs décors pour Igor Gabriel
  - Meilleur montage pour Marie-Hélène Dozo
- Oscars du cinéma 2015 : meilleure actrice pour Marion Cotillard[4]
- Satellite Awards 2015 :
  - Meilleure actrice pour Marion Cotillard
  - Meilleur film en langue étrangère
- Césars 2015 : 
  - Meilleure actrice pour Marion Cotillard
  - Meilleur film étranger

### Festivals
- Ramdam Festival - édition 2015 : sélection officielle pour la catégorie Ramdam (belges) de l'année et prix du film le plus dérangeant de la catégorie Ramdam (belges) de l'année remis par les organisateurs festival à la suite de l'annulation du festival pour cause de menaces terroristes.